# Лапин, Игорь Александрович
Игорь Александрович Лапин (укр. Ігор Олександрович Лапін; род. 28 мая 1969, Иваничи, Волынская область) — народный депутат Украины VIII созыва, командир роты «Запад» 24-го батальона территориальной обороны «Айдар», капитан (2017). В мирное время адвокат.

## Биография
Игорь Александрович Лапин родился 28 мая 1969 года в посёлке городского типа Иваничи. Отец — работник сахарного завода, после получения юридического образования — судья, более 30 лет возглавлял Ковельский районный суд. Украинец.
В 1986 окончил среднюю школу № 1 в городе Ковеле. Поступил на исторический факультет Луцкого государственного педагогического института имени Леси Украинки, но после первого курса его призвали в ряды Советской Армии.
В 1988 поступил и в 1992 году окончил Курганское высшее военно-политическое авиационное училище (КВВПАУ), получил диплом с отличием, офицер с военной специальностью «социальный педагог». С 1992 по 1996 служил в Военно-воздушных силах Украины, заместитель командира аэродромной эксплуатационной роты аэродрома «Луцк» в городе Луцке Волынской области. Оставил военную службу в связи с состоянием здоровья, вследствие травм полученных при несении воинской службы.
В 1997 окончил Львовский национальный университет имени Ивана Франко, факультет правоведения. С 1997 по настоящее время работает в Волынской областной коллегии адвокатов, город Луцк, член квалификационно-дисциплинарной комиссии адвокатуры Волынской области.
В 2006 году создал фирму «Лапаст», которая занималась деревообработкой.
В 2010 баллотировался на должность городского головы Ковеля от Селянской партии Украины, выборы проиграл.
С декабря 2013 находился на Майдане, где стал членом общественного формирования по охране общественного порядка «Самооборона Волыни». 14 августа 2014 стал членом Военного Совета Партии «Народный фронт».
В 2014 году — заместитель командира стрелковой роты по работе с личным составом, затем командир роты «Запад» 24-го батальона территориальной обороны «Айдар» Вооружённых сил Украины, получил позывной «Зола». Участвовал в боях за город Счастье Луганской области, 14 июня 2014 года город перешёл под контроль украинских военных.
С 27 ноября 2014 года по 29 августа 2019 года — народный депутат Верховной рады Украины VIII созыва, избран по Луцкому одномандатному избирательному округу № 22 от партии «Народный фронт».

### Парламентская деятельность
Член фракции «Народный фронт». Член комитета Верховной рады Украины по вопросам правовой политики и правосудия. Первый заместитель председателя специальной контрольной комиссии Верховной рады Украины по вопросам приватизации. Ключевыми направлениями деятельности являются судебная реформа и реформа вооружённых сил Украины. Выступает за патриотическое и военное воспитание, за создание территориальных оборонных отрядов и резервной армии. Отстаивает интересы государства в вопросах приватизации ключевых объектов. Выступает за признание России государства-агрессором и факта войны на территории Украины. Поддерживает ограничения на использование на Украине медийной продукции России как государства-агрессора.
Соавтор таких законопроектов как: «О денонсации Договора между Украиной и Российской Федерацией о сотрудничестве в использовании Азовского моря и Керченского пролива», «О денонсации Соглашения между Кабинетом министров Украины и Правительством Российской Федерации о порядке пересечения российско-украинской государственной границы жителями приграничных регионов Украины и Российской Федерации», «О внесении изменений в Закон Украины „об обеспечении прав и свобод граждан и правовой режим на временно оккупированной территории Украины“ относительно усовершенствования законодательства о временно оккупированных территориях», «О территориальной обороне Украины», «О прекращении дипломатических отношений с Российской федерацией», и тому подобное.
Поддержал реформаторские законы об изменениях в закон «О прокуратуре» и изменений в Конституцию Украины (в части правосудия).
1 ноября 2018 года были введены российские санкции против 322 граждан Украины, включая Игоря Лапина.
В мае 2019 года подал рапорт на увольнение из Вооружённых сил Украины.

## Звания
- Старший лейтенант, 1993 год
- Капитан, 2017 год
- Майор, 2022 год

## Награды
- Орден Богдана Хмельницкого III степени, 26 декабря 2014 года
- Юбилейная медаль «25 лет независимости Украины», 2016 год[8]
- Отличие Главного управления разведки Министерства обороны Украины «За содействие военной разведке Украины» I степени.
- Отличие Главного управления разведки Министерства обороны Украины «За содействие военной разведке Украины» II степени.
- Отличие Главного управления разведки Министерства обороны Украины «Евгений Березняк»
- Наградное оружие — пистолет «Форт-17», 17 февраля 2015 года[9].
- Медаль «За жертвенность и любовь к Украине» (укр. Медаль «За жертовність і любов до України»), Украинская православная церковь Киевского патриархата

## Семья
Игорь Лапин женат, в семье двое сыновей: Олег (род. 1988) и Александр (род. 2006).